# Ноа Каттербах
Ноа Каттербах (нім. Noah Katterbach, нар. 13 квітня 2001, Зіммерат, Німеччина) — німецький футболіст, фланговий захисник клубу «Гамбург» та молодіжної збірної Німеччини.

## Ігрова кар'єра

### Клубна
Ноа Каттербах є вихованцем футбольної академії клубу «Кельн», де з 2008 року грає у складі молодіжної команди клубу. У 2018 році Каттербах отримав золоту Медаль Фріца Вальтера як кращий німецький футболіст до 17 - років.
У серпні 2019 року Каттербах вперше вийшов на поле у складі дублюючого складу «Кельна» у Регіональній лізі. У жовтні того року футболіст дебютував також в основі команди у турнірі Бундесліги.
Пізніше для набору ігрової практики футболіст відправився в оренду у швейцарський «Базель», де провів другу половину сезону 2021/22. У січні 2023 року Каттербах знову був відданий в оренду. Цього разу його клубом став клуб Другої Бундесліги «Гамбург».

### Збірна
З 2017 року Ноа Каттербах виступав за юнацькі збірні Німеччини. У вересні 2021 року футболіст дебютував у складі молодіжної збірної Німеччини.